# Pesca (Boyacá)

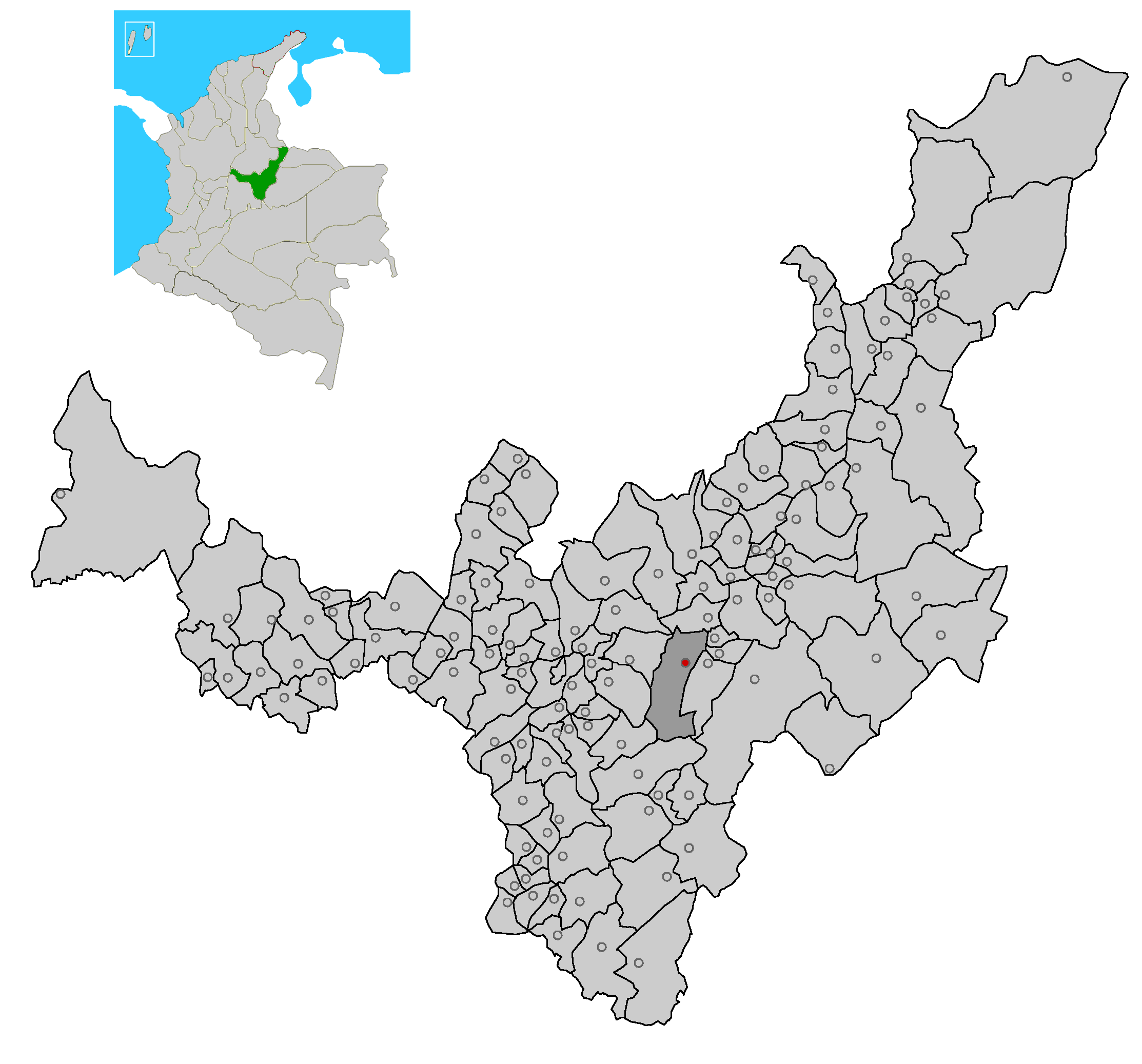
Localização de Pesca no departamento de Boyacá.

Pesca é um município no departamento de Boyacá, na Colômbia.